# اشپروتاو
شپروتاو (به آلمانی: Sprötau) یک شهر در آلمان است که در سومردا واقع شده‌است. شپروتاو ۷۶۳ نفر جمعیت دارد.